# Lauritz Bergendahl
Karl Lauritz Bergendahl (* 30. Januar 1887 in Sørkedalen, Vestre Aker; † 15. April 1965 in Nittedal, Akershus) war ein norwegischer Skisportler. Von 1910 bis 1915 siegte er beim Holmenkollen-Skifestival jeweils fünfmal im Skilanglaufrennen über 50 Kilometer und in der Nordischen Kombination. Er wurde sowohl im Skilanglauf als auch in der Kombination zweimal norwegischer Meister. Mit seiner systematischen Herangehensweise an das Skitraining trug Bergendahl maßgeblich zur Entwicklung des modernen nordischen Skisports bei.

## Werdegang
Lauritz Bergendahl war der Sohn eines Landwirts und stammte aus dem Sørkedal unweit des Holmenkollens im Nordwesten der norwegischen Hauptstadt Oslo (damals Kristiania). 1904 und 1905 belegte er als Jugendlicher beim Skispringen im Rahmen des Holmenkollen-Skifestivals in seiner Altersklasse den dritten beziehungsweise den zweiten Platz. In den folgenden vier Jahren verzichtete er aus religiöser Überzeugung – vor allem wegen der Ablehnung von Sportwettkämpfen an Sonntagen – auf Wettbewerbsteilnahmen. Erst im Januar 1909 ließ er sich von Holzfällerkollegen von einer Teilnahme am Nydalsrennen überzeugen, bei dem er in seiner Startklasse der schnellste Langläufer war und in der Kombinationswertung aus Langlauf und Skisprung ein besseres Ergebnis erzielte als Knut Holst, der später im Jahr erster norwegischer Meister in der Kombination wurde. Bergendahl nahm ebenfalls an den ersten vom Norwegischen Skiverband organisierten nationalen Titelkämpfen teil und gewann das 30-Kilometer-Langlaufrennen mit einem Vorsprung von fast fünf Minuten.
In der ersten Hälfte der 1910er-Jahre war Bergendahl einer der führenden nordischen Skisportler in Norwegen und trug den Beinamen „Skikönig“ (norwegisch: „skikongen“). Von 1910 bis 1915 gewann er beim Holmenkollen-Skifestival jeweils fünfmal – 1910, 1912, 1913, 1914 und 1915 – das 50-Kilometer-Rennen und den Kombinationswettkampf. (Im Winter 1911 war er zum Militärdienst verpflichtet und konnte deswegen nicht an Skiwettbewerben teilnehmen.) Sein Vorsprung im Langlaufrennen über 50 Kilometer betrug mehrmals über zehn Minuten; 1914 war er mehr als 22 Minuten schneller als der Zweitplatzierte. Im Jahr seiner beiden ersten Siege 1910 wurde er mit der Holmenkollen-Medaille ausgezeichnet. Neben seinen Erfolgen am Holmenkollen wurde Bergendahl 1910 und 1912 norwegischer Meister in der Nordischen Kombination sowie 1912 ein zweites Mal (nach 1909) norwegischer Meister im Skilanglauf über 30 Kilometer. Wenngleich sich der norwegische Skisport zu seiner aktiven Zeit weitgehend auf die nationalen Wettkämpfe konzentrierte, startete Bergendahl auch in anderen Ländern: 1912 gewann er den Titel des österreichischen Ski-Meisters in Bödele mit ersten Plätzen im Skispringen, im Skilanglauf und in der Kombinationswertung. Ein Jahr später siegte er bei der deutschen Meisterschaft in der Nordischen Kombination. Ebenfalls 1913 nahm er als Teil einer norwegischen Delegation an den Nordischen Spielen in Schweden teil und erreichte dort vordere Platzierungen.
Mit 28 Jahren beendete Bergendahl 1915 seine aktive Skikarriere (Ende der 1920er-Jahre nahm er aber noch viermal am Holmenkollen-Festival in der Klasse der über 32-Jährigen teil und belegte dabei mehrmals den dritten Rang). Er arbeitete anschließend als Förster auf dem Gut Løvenskiold in der Nordmarka und zog nach Sandermosen in der Gemeinde Nittedal. Ab 1914 war er mit Thea Sævland (1887–1948) verheiratet. Sein Neffe Lars Bergendahl wurde 1937 sowie 1939 Skilanglaufweltmeister. 1957 ging Lauritz Bergendahl mit 70 Jahren in den Ruhestand. Er starb im April 1965 im Alter von 78 Jahren, nachdem er drei Wochen zuvor von einem Auto angefahren worden war.

## Würdigung

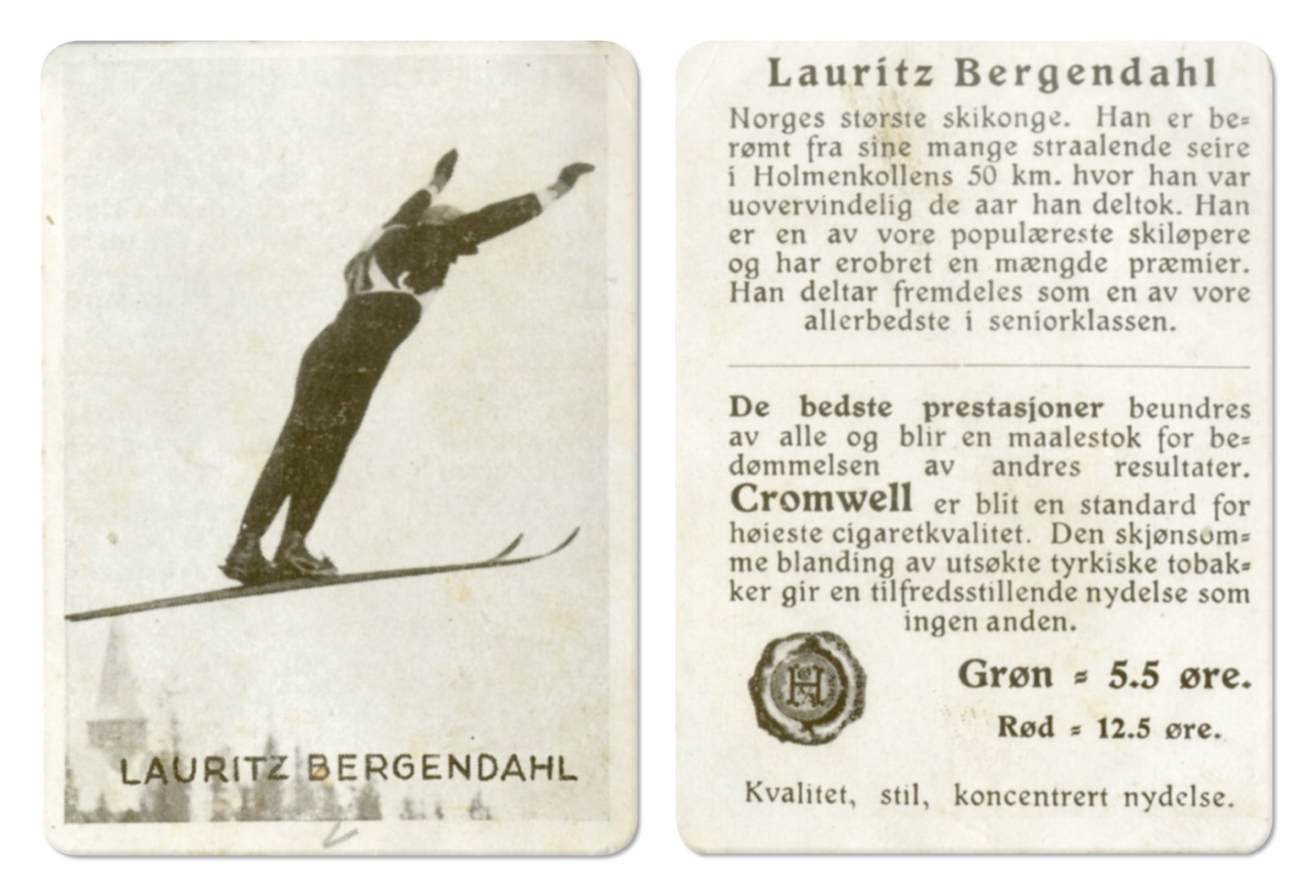
Vor- und Rückseite einer Sammelkarte mit Bergendahls Bild aus den 1930er-Jahren

Der britische Historiker Roland Huntford bezeichnete Lauritz Bergendahl in einem 2008 veröffentlichten Buch über die Geschichte des Skisports als den ersten Star der Sportart. In Norwegen – das erst 1905 seine Unabhängigkeit von Schweden erlangt hatte – sei er vor allem in Ermangelung echter Nationalhelden zu einem Sportidol geworden. Huntford sah in Bergendahl außerdem den Begründer des modernen nordischen Skilaufs und der analytischen Herangehensweise an das Training: Bergendahl gilt als der erste Skisportler, der systematisch Schnelligkeit und Ausdauer trainierte. Während seiner aktiven Laufbahn arbeitete er als Bauer und Holzfäller, dabei hatte er Zeit, um im Training verschiedene Techniken (Doppelstock sowie Diagonalschritt) auszuprobieren. Er war ein Pionier bei der taktischen Anpassung des Laufstils an das Gelände und experimentierte zudem mit Skiwachs. Als sehniger Athlet mit einer Körpergröße von 1,84 Meter und einer großen Lungenkapazität hatte er ausgesprochen gute körperliche Voraussetzungen für die Ausdauersportart Skilanglauf.
Bergendahl fuhr seine Erfolge im Skisport zur gleichen Zeit ein wie sein Landsmann Oscar Mathisen im Eisschnelllauf, der sich ähnlicher Beliebtheit beim Publikum erfreute wie Bergendahl. Der norwegische Autor und Historiker Jakob Vaage führte in seiner 1975 erschienenen Bergendahl-Biographie ein Zitat aus dem Norsk idrætsblad aus den frühen 1910er-Jahren an:

«Saa seiret igjen «Kongen i norsk Skiidræt, Lauritz Bergendahl». Han er paa ski noget av en Oscar Mathisen paa skøiter. Likesom Oscar har vært kaldt «Skøiteløberen av Guds naade» er Bergendahl skiløberen efter forsynets bestemmelse.»

„Dann triumphierte wieder der „König des norwegischen Skisports, Lauritz Bergendahl“. Auf Skiern ist er so etwas wie ein Oscar Mathisen auf Schlittschuhen. So wie Oscar „der Eisläufer von Gottes Gnaden“ genannt wurde, ist Bergendahl der von der Vorsehung bestimmte Skiläufer.“

Die 1913 von Olaf Selmer entwickelte Skibindung, bei der erstmals nur die Schuhspitze am Ski befestigt war, während die Ferse frei blieb, wurde als Bergendahl-Bindung bekannt. Sie war das erste Teil einer Skiausrüstung, das den Namen eines Athleten trug. Bei der Eröffnungsfeier der Olympischen Winterspiele 1952 in Oslo war Bergendahl der vorletzte Läufer des olympischen Fackellaufs. Er trug die Fackel auf Skiern in das Bislett-Stadion und übergab sie dort an Eigil Nansen (den Enkel des Entdeckers Fridtjof Nansen). 1977 enthüllte der norwegische König Olav V. in der Schule in Sørkedalen ein von Nic Schiøll gestaltetes Denkmal für Bergendahl.